# اختلاس‌های مالی در ایران
این نوشتار به اختلاس‌های مالی در ایران می‌پردازد. محمدرضا یزدی مجموع اختلاس در ایران طی دههٔ ۹۰ خورشیدی را حدود ۸۰ هزار میلیارد تومان اعلام کرده‌است.

## تعریف
اختلاس به برداشت غیرقانونی اموال دولتی یا غیردولتی که توسط کارمندان و کارکنان دولت یا وابسته به دولت انجام می‌گیرد، گفته می‌شود. اختلاس گونه‌ای از کلاه‌برداری محسوب می‌شود که بیشتر به صورت برنامه‌ریزی شده، منظم و پنهان و بدون رضایت و آگاهی دیگران انجام می‌پذیرد.
| #        | عنوان                                    | تاریخ       | افراد                                                         | موضوع                | مبلغ (میلیارد تومان) | توضیحات | منبع                                             |
| -------- | ---------------------------------------- | ----------- | ------------------------------------------------------------- | -------------------- | -------------------- | --- | ------------------------------------------------ |
| ۱        | اختلاس ۱۲۳ میلیارد تومانی                | ۱۳۷۴        | فاضل خداداد و مرتضی رفیق‌دوست                                  | اختلاس بانکی         | ۱۲۳                  | در بهمن ۱۳۷۱ رئیس اداره کل بانک صادرات ایران متوجه اختلاس می‌شود. قبل از آن چندین بار ولی‌الله سیف با وساطت‌های سیاسی با خداداد دیدار کرده بود. در این هنگام فاضل خداداد در پاریس بوده که با تماس ولی‌الله سیف به عنوان مدیریت بانک به ایران بر می‌گردد و بعد از برگشت فاضل از محل وجوهی که اختلاس شده بود، جمعاً ۴۴میلیاردو۲۰۰میلیون ریال ظرف حدود یک ماه وصول می‌شود. وی از بهمن ۷۱ تا شهریور ۷۲ تحت مراقبت بود. اما او نهایتاً در این زمان می‌تواند از کشور فرار کند. وی حدود ۸۰۰۳۰۰۰ دلار پول از کشور خارج کرده بود که هیچگاه به کشور برنگشت. اما دوباره با وعده بخشش از سوی محسن رفیقدوست و ولی‌الله سیف در شهریورماه ۷۳ به ایران بازمی‌گردد تا باقی‌مانده بدهی خود را به بانک پرداخت کند. وی در روز ۹ بهمن ۱۳۷۳ بازداشت دوباره شد و پس از چندین جلسه دادگاه در آذرماه سال ۱۳۷۴ اعدام گردید. | [ ۵ ]                                            |
| ۲        | اختلاس شهرام جزایری                      | ۱۳۸۱        | شهرام جزایری                                                  | جعل، رشوه، فساد مالی | ۴                    | علی مژدهی نماینده مدعی العموم در دادگاه بدوی، اتهامات وی را ایجاد و تأسیس حدود ۵۰ شرکت مختلف بازرگانی، کسب اعتبار موهوم از طریق مانورهای متقلبانه، برداشت ۳۸ میلیارد و ۱۰ میلیون ریال به دفعات مختلف و پرداخت آن به اشخاص به عنوان رشوه، جعل اسناد اعلام کرد. تبانی در معاملات دولتی، اغوای مسؤولان بانکها، تسهیل و دریافت ارز، عدم به‌کارگیری تسهیلات در امر صادرات و واردات و ایجاد رکود در امر صادرات واردات، تهیه پیمان نامه‌های غیرقانونی و اخذ مقادیر قابل توجهی از این طریق از جمله کیفرخواست نماینده مدعی‌العموم است. علی مژدهی ضمن قرائت کیفرخواست صادره دربارهٔ شهرام جزایری به تشریح مشخصات متهمان و عناوین اتهامی هر یک از آنان پرداخت. در آن پرونده شهرام جزایری با اتهامات بسیاری از جمله ارتشاء، صادرات غیرقانونی، جعل اسناد دولتی و اختلاس‌های کلان روبرو شد و بیش از ۵۰ تن به عنوان شرکای جرم وی روانهٔ دادگاه شدند که اغلب آنان را فرزندان مقامات نظام تشکیل می‌دادند.                                                                                          | [ ۶ ] [ ۷ ] [ ۸ ] [ ۹ ]                          |
| ۳        | اختلاس ۳ هزار میلیارد تومانی             | شهریور ۱۳۹۰ | مه‌آفرید امیرخسروی و محمودرضا خاوری                            | اختلاس بانکی         | ۳۰۰۰                 | در این اختلاس ۷ بانک دخیل بوده‌اند و رقم اختلاس در سال ۸۸ کمتر از ۸۰ میلیارد تومان، در سال ۸۹ حدود ۸۰۰ میلیارد تومان و در سال ۹۰ نیز ۲۸۰۰ میلیارد تومان بوده‌است. این اختلاس که از طریق بانک صادرات ایران انجام و کشف شده‌است منجر به لغو مجوّز بانک آریا و دستگیری سهامداران اصلی ان به عنایت الله دهقان و مه آفرید امیر خسروی و افراد دیگری شده‌است. بانک ملی، بانک سامان، بانک سپه، بانک صنعت و معدن و بانک پارسیان از جمله بانک‌های درگیر در اختلاس بوده‌اند. در جلسات دادگاه فساد بانکی نام چندین تن از مدیران دولتی برده شده‌است که می‌توان به وزیر راه و ترابری، معاون وزیر صنایع، قائم مقام بانک مرکزی، معاون وزیر اقتصاد، وزیر صنایع، معاون وزیر راه و ترابری و برخی از نمایندگان مجلس اشاره کرد. بر اساس حکم بدوی صادر شده ۴ تن از متهمان به اعدام، ۲ تن به حبس ابد و سایر متهمان نیز به حبس‌های طولانی مدت محکوم شده‌اند. | [ ۱۵ ]                                           |
| ۴        |                                          | ۱۳۹۱        | سعید مرتضوی                                                   | بیمه                 | ۳۲۵۰                 | بر اساس گفته‌های یکی از اعضای هیئت‌مدیره جدید سازمان تأمین اجتماعی (منصوب شده در دولت یازدهم ایران)، سعید مرتضوی و بابک زنجانی تفاهم‌نامه‌ای امضا کرده بودند که به موجب آن، در ازای پرداخت ۵٫۳ میلیون یورو از جانب زنجانی، این سازمان نیز ۱۳۷ شرکت زیرمجموعه خود را با نرخ تعیین شده بر اساس بورس کالا، به زنجانی بفروشد. | [ ۱۶ ] [ ۱۷ ]                                    |
| ۵        | اختلاس در بیمه ایران                     | ۱۳۹۲        |                                                               | بیمه                 | نامعلوم              | اختلاس در بیمه ایران در چند دوره مختلف در شرکت بیمه ایران صورت گرفته‌است و پیگیری قضایی آن منجر به صدور حکم علیه مقامات حکومت جمهوری اسلامی ایران از جمله معاون اول رئیس‌جمهور ایران گردیده‌است. | [ ۱۸ ] [ ۱۹ ] [ ۲۰ ] [ ۲۱ ] [ ۲۲ ] [ ۲۳ ] [ ۲۴ ] |
| ۶        | اختلاس بابک زنجانی                       | دی‌ماه ۱۳۹۲  | بابک زنجانی                                                   | صنعت نفت             | ۱۸۰۰۰                | |                                                  |
| ۷        |                                          | ۱۳۹۳        |                                                               | بنیاد شهید           | ۸۰۰۰                 | |                                                  |
| ۸        | گم شدن دکل نفتی                          | ۱۳۹۴        | نامشخص                                                        | صنعت نفت             | ۵۲۰                  | قرارداد خرید یک دکل حفاری نفتی از یک شرکت آرژانتینی می‌باشد که در سال ۱۳۹۴ توسط بیژن زنگنه نامدار افشا شد این دکل با وجود پرداخت کل مبلغ قرارداد، هیچگاه وارد ایران نشد اما پول آن به تمامی پرداخت شد و دلال‌ها با فریبکاری آن را پس نداده‌اند. پرونده دکل‌های نفتی در سال‌های اخیر ایران از خبرسازترین پرونده‌های قضایی و یکی از پرونده‌های سنگین دادسرای جرایم اقتصادی هستند که از جنبه رسیدگی در حالت بسیار پیچیده‌ای قرار دارند. | [ ۲۵ ]                                           |
| ۹        | فساد هشت هزار میلیاردی                   | مهر ۱۳۹۵    | نامشخص                                                        | صندوق ذخیره فرهنگیان | ۸۰۰۰                 | بنا به ادعای اولیهٔ محمود صادقی فسادهای مربوط به این صندوق در دولت‌های نهم و دهم رخ داده‌است. این فساد در صندوق ذخیره فرهنگیان انجام شد. در این رابطه تا کنون ۸ نفر دستگیر شده‌اند. در این رابطه مدیر عامل، همسر و فرزندش بازداشت شده‌اند. این اختلاس از دلایل استیضاح علی‌اصغر فانی وزیر سابق آموزش و پرورش بود که فانی پیش از برگزاری استیضاح در ۲۸ مهر ۹۵ استعفا داد. | [ ۲۶ ] [ ۲۷ ] [ ۲۸ ] [ ۲۹ ]                      |
| ۱۰       | حقوق‌های نجومی                            | ۱۳۹۵        |                                                               | حقوق‌های نجومی        | ۲۳                   | |                                                  |
| ۱۱       | املاک نجومی                              | ۱۳۹۵        |                                                               | شهرداری تهران        | ۲۲۰۰                 | |                                                  |
| ۱۲       | اختلاس در وزارت نفت                      | ۱۳۹۶        |                                                               | صنعت نفت             | ۱۰۰                  | |                                                  |
| ۱۳       | فساد در شهرداری تهران                    | ۱۳۹۶        |                                                               | شهرداری تهران        | نامعلوم              | |                                                  |
| ۱۴       | فساد در قرارگاه خاتم الانبیا             | ۱۳۹۴        | عدل هاشمی و محمد رستمی صفا                                    | اختلاس               | ۸۰۰                  | |                                                  |
| ۱۵       | پرونده فساد در پتروشیمی                  | ۱۳۹۷        | جمعی از مدیران شرکت سرمایه‌گذاری پتروشیمی و مرجان شیخ الاسلامی | اختلاس               | ۱۰۰۰۰۰               | در آغاز از این پرونده با عنوان «فساد ۱۰۰ هزار میلیارد تومانی» و «بزرگ‌ترین پروندهٔ اختلاس در ایران» یاد می‌شد. اما قاضی پرونده پس از برگزاری دومین جلسهٔ رسیدگی، رقم ۱۰۰ هزار میلیارد تومان را تکذیب کرد و مجموع تخلفات را حدود ۸۵۰ میلیارد تومان اعلام کرد. به گفتهٔ او رقم اصلی اخلال در نظام اقتصادی کشور ۶ میلیارد و ۶۵۶ میلیون یورو (معادل ۱۰۰ هزار میلیارد تومان) بوده‌است؛ اما همهٔ این پول توسط متهمان تصاحب نشده و آن‌ها ضمن سوء استفاده از تفاوت قیمت ارز داخل و ارز وارداتی، در مواردی تحصیل مال نامشروع داشته‌اند. | [ ۳۲ ]                                           |
| ۱۶       | اختلاس ۴ هزار میلیارد تومانی             | ۱۳۹۸        | عباس ایروانی                                                  | اختلاس               | ۴۰۰۰                 | | [ ۳۳ ]                                           |
| سال ۱۳۹۹ |                                          |             |                                                               |                      |                      | |                                                  |
| ۱۷       | اختلاس میلیاردی در سازمان منطقه آزاد قشم | ۱۳۹۹        |                                                               | اختلاس               |                      | |                                                  |
| ۱۸       | اختلاس صندوق ذخیره فرهنگیان              |             |                                                               |                      |                      | | [ ۳۵ ]                                           |
| ۱۹       | کشف اختلاس ۶۰ میلیاردی در خرم‌آباد        |             |                                                               |                      | ۶۰                   | | [ ۳۶ ]                                           |
| ۲۰       | اختلاس ۲۱۰ میلیون تومان در ایلام         |             |                                                               |                      | ۰٫۲۱                 | | [ ۳۷ ]                                           |
| ۲۱       | ۱۰ هزار میلیارد تخلف بانک سرمایه         |             |                                                               |                      | ۱۰۰۰۰                | | [ ۳۸ ] [ ۳۹ ] [ ۴۰ ]                             |
| ۲۲       | فساد مالی املاک شهرداری شیراز            | ۱۳۹۹        | محمدرضا رضایی فرودی                                           | فساد و اختلاس        | ۱۵                   | در آبان ماه سال ۱۳۹۹ اعضای شورای اسلامی شهر شیراز متوجه گم شدن بخشی از املاک شهرداری شیراز در یک بازه یک ماهه شدند با تحقیقات سر نخ ها به کارمندی جوان بنام محمدرضا رضایی فرودی که از طریق اعمال نفوذ داییش بر سرکار آمده است رسید و با اطلاعات به دست آمده وزارت کشور مشخص شد که رضایی فرودی در آذر ماه تراکنش های مالی ۱۵ میلیاردی داشته که به حساب دختری بنام کیانا مقدمی به وسیله دلار و معادلات بانکی انتقال داده شده است و در اول بهمن ۱۳۹۹ پدر کیانا مقدم که نخواست نامش فاش شود به روزنامه ‌لندن تایمز گفت که فرودی دخترم را تحریک کرد که در ازای ازدواج با دخترم برود به انگلیس و کارای خرید خانه رو برای خواهرش (فرودی)انجام بدهد و پس از اینکه خرید انجام شد خواهرم رو که فرستادم انگلیس با تو ازدواج میکنم اما پس اینکه فساد مالی وی برملا شد دخترم کیانا متهم شناخته شد و پرونده هایی که بر علیه رضایی فرودی تشکیل شده بود با دادستان کل کشور صحبت کردم گفتند پرونده ها گم شدنند بهتر است ورود پیدا نکنیم و سپس گفتند دختر شما متهم است رضایی کاری نکرده است . |                                                  |
| سال ۱۴۰۲ |                                          |             |                                                               |                      |                      | |                                                  |
| ۲۳       | چای دبش                                  | ۱۴۰۲        | گروه کشت و صنعت دبش، وزارت جهاد کشاورزی، وزارت صمت، گمرک      |                      | ۱۴۰۰۰۰               | عظیم‌ترین فساد مالی در دوران جمهوری اسلامی | [ ۴۱ ] [ ۴۲ ] [ ۴۳ ]                             |